# Palazzo Pichi Manfroni Lovatti

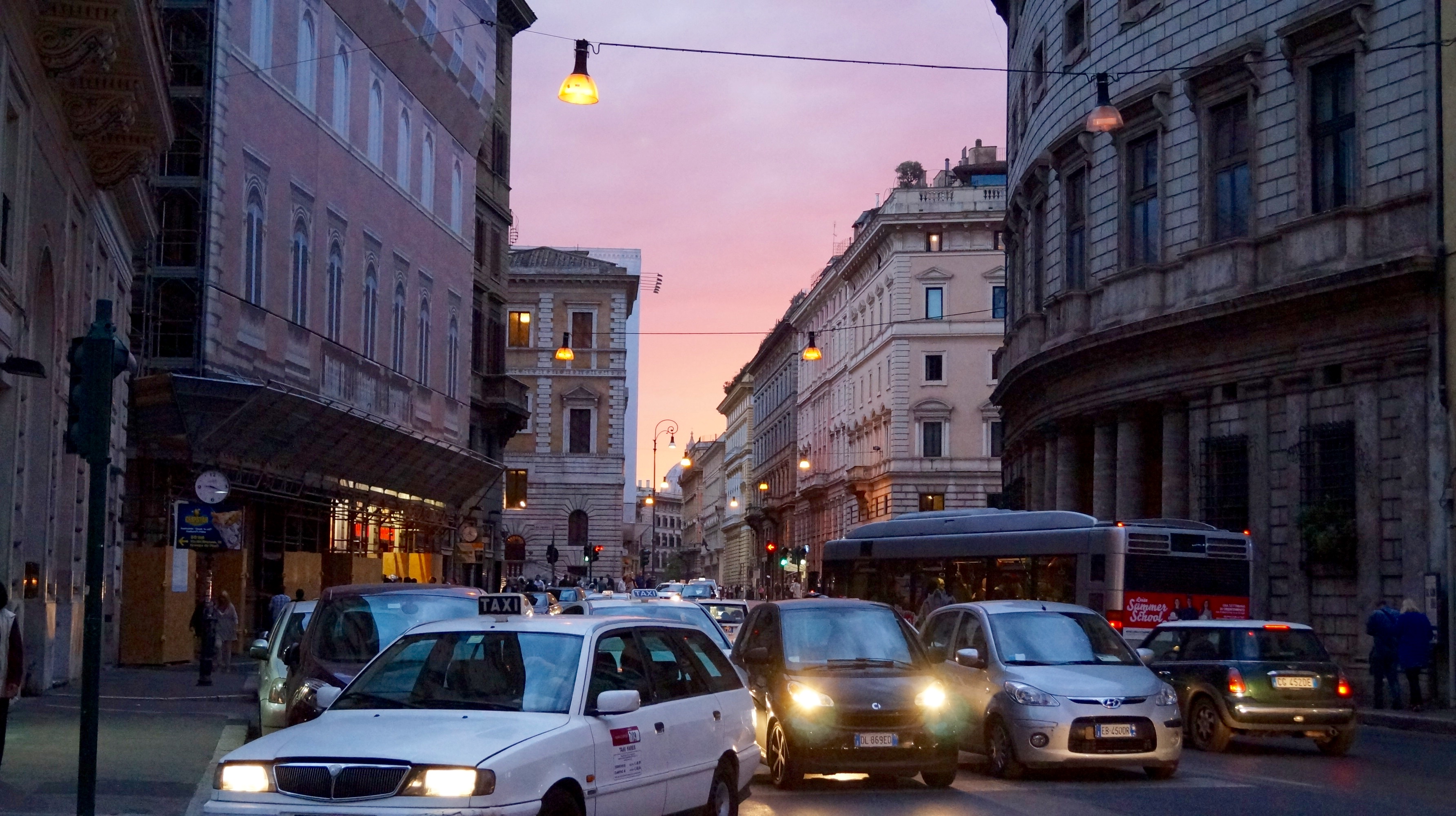
Nesta imagem do Corso Vittorio Emanuele II, o Palazzo Pichi Manfroni Lovatti é o da esquerda. Bem em frente está o Palazzo Massimo alle Colonne. Esta fachada é moderna e foi construída em 1881 durante as obras de abertura da via.

Palazzo Pichi Manfroni Lovatti ou Palazzo di Girolamo Pichi é um palácio localizado num quarteirão delimitado pelo Corso Vittorio Emanuele II, a Via del Paradiso e a Via de' Bovari, no rione Parione de Roma, quase em frente ao Palazzo Massimo alle Colonne.

## História
Este palácio é uma cópia fiel do edifício construído por Girolamo Pichi, mestre das estradas, demolido em 1881 para permitir a abertura do Corso Vittorio Emanuele II. O palácio original foi construído em 1460 com base num projeto de Leon Battista Alberti entre a antiga Strada Papale, a Via del Paradiso e o Vicolo de' Bovari. Por ocasião, das obras de reconstrução, o edifício foi recuado cerca de dezesseis metros e ganhou novos pisos, além de uma nova fachada, obra do engenheiro Ciriaco Salvatori. As fachadas do Vicolo de' Bovari e da Via del Paradiso foram preservadas, com janelas em cujas arquitraves ainda estão a inscrição "HIERONYMUS PICUS".
Também foi preservado o portal do século XVI com o brasão dos Pichi localizado atualmente na base da escadaria, no interior do novo edifício. 
No século XVII, o palácio passou aos Manfroni, que ainda eram proprietários em 1748 segundo o mapa de Nolli. Depois de passar pelas mãos dos os marqueses Paleotti, o edifício foi adquirido por volta de 1835 por Matteo Lovatti (1769-1849) e vendido para a Banca Romana cerca de quarenta anos depois, período no qual ocorreram as obras de reconstrução. Depois o edifício passou para os Maggiorani e os Cecchini.

## Descrição
O grande portal, que se abre para uma entrada de alta qualidade, tem um impacto considerável. Agradável em sua rigidez, a simetria da fachada é pontuada por janelas curvas e arquitravadas. A entrada é caracterizada pelo teto abobadado com afrescos. O ático é caracterizado por uma sala de estar dupla, embelezada com um teto em caixotões e por uma antiga lareira de pedra. A sala de estar continua com a sala de jantar e a grande cozinha adjacente, enquanto a área de dormir é composta por quatro quartos com varandas que oferecem uma vista pitoresca sobre os telhados do centro histórico. Completam o palácio três banheiros em mármore fino.
O terraço acima é muito agradável, ligado ao ático por uma escada interna. A partir dele se pode admirar uma vista magnífica do centro histórico de Roma. A vista se estende desde a magnífica cúpula de Sant'Andrea della Valle, em primeiro plano, até a Torre del Quirinale e a cúpula do Panteão, um pouco além. 